# Cerro Negro (Quillón)
Cerro Negro Es una localidad rural ubicada a 10 km de la Ciudad de Quillón y debe su nombre a un cerro llamado del mismo nombre ubicado al centro de dicha localidad de la Comuna de Quillón en la Provincia de Diguillín, Región de Ñuble, en Chile.

## Localidad
Se le denomina Cerro Negro a las localidades entre Santa Clara (Chile) con la comuna de Bulnes y el sector de Huenucheo en el límite con Quinel  comuna de Cabrero y al Río Itata con la comuna de Pemuco.

## Historia
Los habitantes del lugar señalan que antiguamente el cerro estaba lleno de quilas, las que al secarse se volvían negras, dando esa tonalidad al cerro al ser avistado desde la distancia; también se le atribuye a que en invierno se cubre de un “sombrero negro” de nubes, más oscuras que el resto del paisaje; señalando que va a llover. En 1884 como subdelegación pertenecía al Departamento de Puchacay, Provincia de Concepción  y a partir de 1891 pasa a ser subdelegación del municipio de Quillón. 
A fines de este siglo, Francisco Solano Asta-Buruaga y Cienfuegos describe a la localidad en los siguientes términos en el Diccionario Geográfico de Chile:

Situada en el departamento de Puchacay á pocos kilómetros hacia el SE. de su capital la Florida. Contiene 320 habitantes, estafeta y escuela gratuita.
Francisco Solano Asta-Buruaga y Cienfuegos (1899)

Su principal actividad productiva es el cultivo de viñas y trigo; la comunidad presenta un fuerte arraigo campesino, impulsando una serie de actividades tradicionales como la celebración de San Juan, la Ruta del Vino, Ferias Campesinas y Agroturísticas, además del surgimiento de conocidas leyendas como el Tesoro de O’Higgins.

## Subsectores

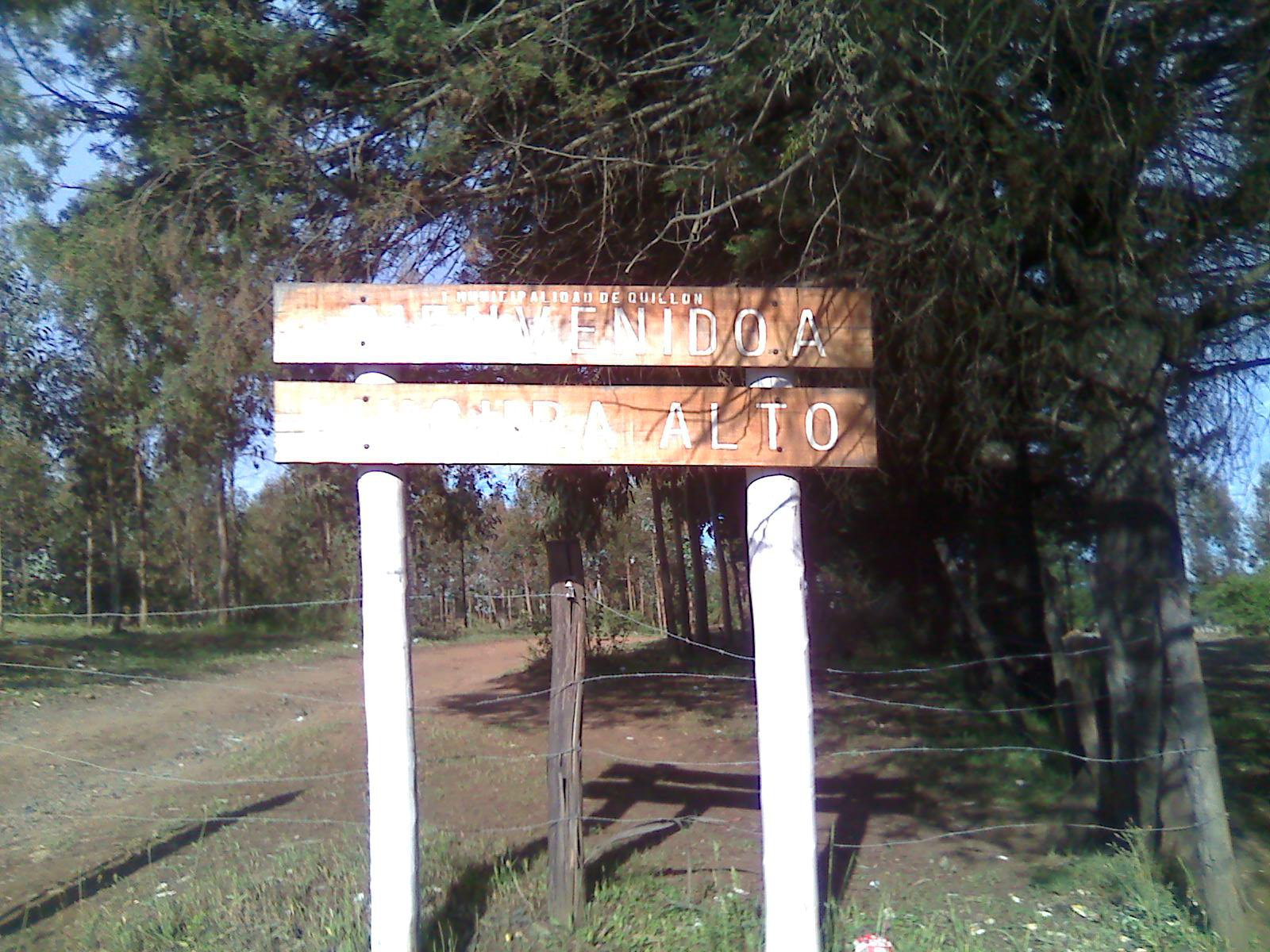
Sector Luicura Alto en la Comuna de Quillón. Su nombre significa “Piedras blancas”; compuesta por liuman, cutis blanco, y kura, piedra.

Esta gran localidad rural a su vez se divide en subsectores:
- Cerro Negro (Quillón)
- El Casino
- Canchillas
- El Arenal
- Huacamala
- La Quebrada
- El Culben
- El Porvenir
- San Eduardo
- Huenucheo
- La Plaza
- El Rincón
- Liucura Alto
- Liucura Bajo
- Chillancito
- El Sifón

## Puente Luicura

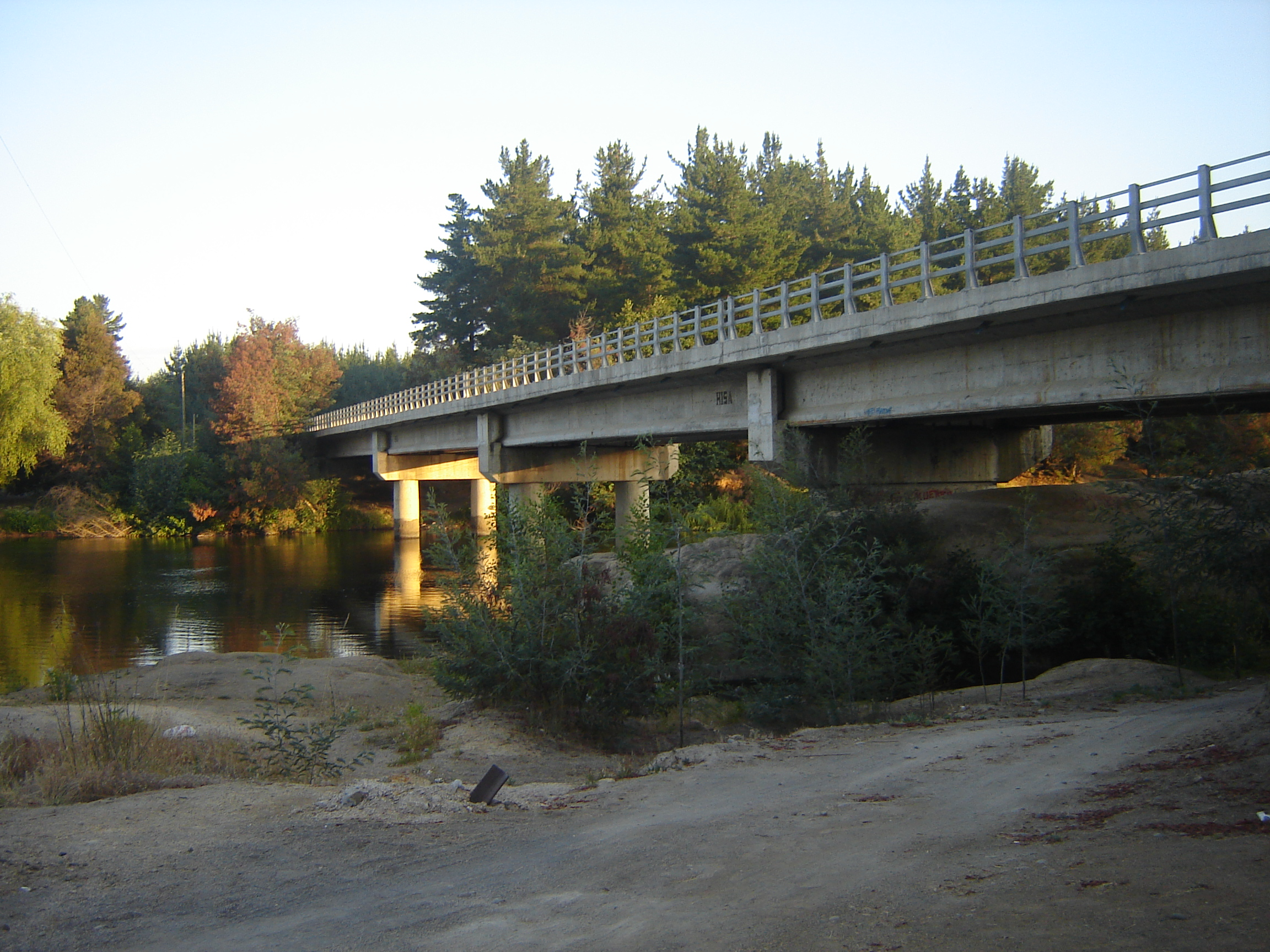
Puente Liucura sobre el Rio Itata, límite entre la comuna de Quillón y Pemuco

Fue construido en 2003 para mejorar la conexión entre los sectores de Liucura Bajo y General Cruz, ubicado sobre el Rio Itata reemplazó a la antigua balsa que conectaba esas dos localidades. Con motivo del Terremoto de 2010 el puente quedó con graves daños que a la fecha ya fueron reparados.

## Gasoducto del Pacífico
Este fue construido en 1999 y transporta gas desde la Provincia del Neuquén, Argentina, a la Región del Biobío en Chile transitando por el sector Huenucheo en Cerro Negro y pasando previamente por la planta de regasificación de Pemuco para luego terminar en la Refinería Petrox en Hualpén.

## Ruta del Vino
Es una de las principales actividades turísticas no solo del sector de Cerro Negro sino también de la comuna de Quillón siendo visitados anualmente por cientos de personas amantes de la degustación de vinos de toda la región. En esta antigua zona viñera se pueden encontrar vinos y licores artesanales de fama y reconocimiento, además restaurantes y bodegas. Posee una amplia gama de productos tanto en vinos como en licores, todos fabricados en forma artesanal.